# Calyptrochaeta otwayensis
Calyptrochaeta otwayensis là một loài rêu trong họ Daltoniaceae. Loài này được Streimann mô tả khoa học đầu tiên năm 2000.